# Championnats d'Europe juniors d'athlétisme 1977, résultats détaillés
Les Championnats d'Europe juniors d'athlétisme 1977 se sont déroulés à Donetsk, en Union soviétique.
Voici les résultats détaillés.
| Courses: 100 m - 200 m - 400 m - 800 m - 1 500 m - 3 000 m - 5 000 m Obstacles: 100 m haies - 110 m haies - 400 m haies - 2 000 m steeple Marche: 10 000 m marche Sauts: Hauteur - Longueur - Triple saut - Perche Lancers: Javelot - Disque - Poids - Marteau Relais: 4 × 100 m - 4 × 400 m Épreuves combinées: Décathlon - Pentathlon Tableau des médailles - Légende - Liens externes |

## Résultats

### 100 m
| Rang | Pays                 | Athlète             | Temps   |
| ---- | -------------------- | ------------------- | ------- |
| 1    | France               | Herman Panzo        | 10 s 40 |
| 2    | Allemagne de l'Est   | Olaf Prenzler       | 10 s 53 |
| 3    | Allemagne de l'Est   | Bernhard Hoff       | 10 s 53 |
| 4    | Italie               | Giovanni Grazioli   | 10 s 56 |
| 5    | Allemagne de l'Ouest | Bernd Sattler       | 10 s 58 |
| 6    | France               | Pierrick Thessard   | 10 s 64 |
| 7    | Hongrie              | Istvan Tatar        | 10 s 67 |
| 8    | Finlande             | Timo-Pertti Hatakka | 10 s 76 |

| Rang | Pays                 | Athlète             | Temps   |
| ---- | -------------------- | ------------------- | ------- |
| 1    | Allemagne de l'Est   | Barbel Lockhoff     | 11 s 48 |
| 2    | Allemagne de l'Est   | Simone Naumann      | 11 s 60 |
| 3    | Royaume-Uni          | Kathy Smallwood     | 11 s 71 |
| 4    | Royaume-Uni          | Heather Hunte       | 11 s 72 |
| 5    | Italie               | Laura Miano         | 11 s 86 |
| 6    | Pologne              | Elzbieta Stachurska | 11 s 87 |
| 7    | Allemagne de l'Ouest | Silke Rasch         | 11 s 87 |
| 8    | Allemagne de l'Ouest | Ulrike Sommer       | 11 s 95 |

### 200 m
| Rang | Pays                 | Athlète             | Temps   |
| ---- | -------------------- | ------------------- | ------- |
| 1    | Allemagne de l'Est   | Bernhard Hoff       | 20 s 59 |
| 2    | Allemagne de l'Ouest | Bernd Sattler       | 21 s 05 |
| 3    | France               | Pascal Barré        | 21 s 12 |
| 4    | Royaume-Uni          | Peter Little        | 21 s 24 |
| 5    | France               | Patrick Barré       | 21 s 29 |
| 6    | Pologne              | Eugeniusz Krawsz    | 21 s 30 |
| 7    | Finlande             | Timo-Pertti Hatakka | 21 s 55 |
| 0    | Union soviétique     | Vladimir Bronnikov  | DNS     |

| Rang | Pays                 | Athlète         | Temps   |
| ---- | -------------------- | --------------- | ------- |
| 1    | Allemagne de l'Est   | Barbel Lockhoff | 23 s 12 |
| 2    | Belgique             | Karin Verguts   | 23 s 37 |
| 3    | Royaume-Uni          | Kathy Smallwood | 23 s 53 |
| 4    | Allemagne de l'Est   | Birgit Rabe     | 23 s 65 |
| 5    | Allemagne de l'Ouest | Claudia Steger  | 23 s 97 |
| 6    | Pays-Bas             | Els Vader       | 24 s 34 |
| 7    | Royaume-Uni          | Janine Mcgregor | 24 s 36 |
| 8    | France               | Laure Capogna   | 24 s 42 |

### 400 m
| Rang | Pays                 | Athlète             | Temps   |
| ---- | -------------------- | ------------------- | ------- |
| 1    | Italie               | Roberto Tozzi       | 47 s 18 |
| 2    | Union soviétique     | Vyacheslav Dotsenko | 47 s 32 |
| 3    | Royaume-Uni          | Steve Wymark        | 47 s 50 |
| 4    | Union soviétique     | Valeriy Stashuk     | 47 s 78 |
| 5    | Allemagne de l'Est   | Frank Schwarz       | 47 s 84 |
| 6    | Royaume-Uni          | Andrew Kerr         | 48 s 10 |
| 7    | Pays-Bas             | Steven Meppelink    | 48 s 81 |
| 0    | Allemagne de l'Ouest | Erwin Skamrahl      | DNF     |

| Rang | Pays                 | Athlète               | Temps   |
| ---- | -------------------- | --------------------- | ------- |
| 1    | Allemagne de l'Ouest | Gaby Bussmann         | 52 s 33 |
| 2    | Allemagne de l'Est   | Karin Wahren          | 52 s 99 |
| 3    | Allemagne de l'Est   | Katrin Schulz         | 53 s 29 |
| 4    | Union soviétique     | Irina Chyomina        | 53 s 65 |
| 5    | Hongrie              | Judit Forgacs         | 54 s 87 |
| 6    | Autriche             | Elisabeth Petutschnig | 55 s 12 |
| 7    | Tchécoslovaquie      | Olga Kmochova         | 55 s 13 |
| 8    | Roumanie             | Eugenia Baciu         | 55 s 17 |

### 800 m
| Rang | Pays               | Athlète            | Temps        |
| ---- | ------------------ | ------------------ | ------------ |
| 1    | Allemagne de l'Est | Andreas Busse      | 1 min 47 s 8 |
| 2    | Allemagne de l'Est | Detlef Wagenknecht | 1 min 48 s 2 |
| 3    | Belgique           | Guy Tondeur        | 1 min 48 s 6 |
| 4    | Royaume-Uni        | Garry Cook         | 1 min 48 s 6 |
| 5    | Royaume-Uni        | Colin Szwed        | 1 min 48 s 7 |
| 6    | Union soviétique   | Valeriy Liman      | 1 min 48 s 8 |
| 7    | France             | Didier Marquant    | 1 min 51 s 7 |
| 8    | Roumanie           | Adrian Miclos      | 1 min 55 s 5 |

| Rang | Pays                 | Athlète             | Temps        |
| ---- | -------------------- | ------------------- | ------------ |
| 1    | Allemagne de l'Est   | Martina Kampfert    | 2 min 01 s 7 |
| 2    | Allemagne de l'Est   | Hildegard Ullrich   | 2 min 02 s 3 |
| 3    | Royaume-Uni          | Josephine White     | 2 min 03 s 4 |
| 4    | Pays-Bas             | Elly Van Hulst      | 2 min 03 s 9 |
| 5    | Allemagne de l'Ouest | Petra Kleinbrahm    | 2 min 04 s 6 |
| 6    | Union soviétique     | Irina Podyalovskaya | 2 min 04 s 9 |
| 7    | Union soviétique     | Olga Chishkina      | 2 min 05 s 5 |
| 8    | Pologne              | Ewa Glodz           | 2 min 10 s 8 |

### 1 500 m
| Rang | Pays                 | Athlète           | Temps        |
| ---- | -------------------- | ----------------- | ------------ |
| 1    | Finlande             | Ari Paunonen      | 3 min 41 s 6 |
| 2    | Royaume-Uni          | Chris Sly         | 3 min 44 s 6 |
| 3    | Suisse               | Pierre Deleze     | 3 min 45 s 0 |
| 4    | Allemagne de l'Ouest | Andreas Baranski  | 3 min 45 s 2 |
| 5    | Union soviétique     | Vladimir Kalsin   | 3 min 45 s 3 |
| 6    | Allemagne de l'Ouest | Hans Allmandinger | 3 min 46 s 3 |
| 7    | Italie               | Antonio Selvaggio | 3 min 46 s 5 |
| 8    | Autriche             | Robert Nemeth     | 3 min 50 s 4 |

| Rang | Pays                 | Athlète           | Temps        |
| ---- | -------------------- | ----------------- | ------------ |
| 1    | Danemark             | Dorthe Rasmussen  | 4 min 20 s 9 |
| 2    | Allemagne de l'Est   | Ursula Sauer      | 4 min 21 s 7 |
| 3    | Union soviétique     | Nadezhda Rodina   | 4 min 22 s 6 |
| 4    | France               | Véronique Renties | 4 min 22 s 9 |
| 5    | Allemagne de l'Est   | Verena Nollgen    | 4 min 23 s 2 |
| 6    | Pologne              | Ewa Szydlowska    | 4 min 23 s 2 |
| 7    | Allemagne de l'Ouest | Birgit Friedmann  | 4 min 23 s 5 |
| 8    | Italie               | Marina Loddo      | 4 min 24 s 9 |

### 3 000 m
| Rang | Pays                 | Athlète             | Performance  |
| ---- | -------------------- | ------------------- | ------------ |
| 1    | Espagne              | José Manuel Abascal | 7 min 58 s 3 |
| 2    | Allemagne de l'Est   | Werner Schildhauer  | 8 min 01 s 0 |
| 3    | Allemagne de l'Est   | Hans-Jörg Kunze     | 8 min 01 s 2 |
| 4    | Royaume-Uni          | James Espir         | 8 min 07 s 0 |
| 5    | Royaume-Uni          | Michael Morton      | 8 min 08 s 4 |
| 6    | Union soviétique     | Pavel Yakovlev      | 8 min 10 s 2 |
| 7    | Allemagne de l'Ouest | Kurt Ostreich       | 8 min 11 s 1 |
| 8    | Union soviétique     | Sergey Yepishin     | 8 min 12 s 8 |

### 5 000 m
| Rang | Pays                 | Athlète           | Temps         |
| ---- | -------------------- | ----------------- | ------------- |
| 1    | Royaume-Uni          | Nathaniel Muir    | 13 min 49 s 1 |
| 2    | Allemagne de l'Ouest | Volkmar Betz      | 13 min 51 s 0 |
| 3    | Royaume-Uni          | Nicholas Lees     | 13 min 53 s 3 |
| 4    | Espagne              | Santiago Llorente | 13 min 57 s 8 |
| 5    | Italie               | Alberto Cova      | 14 min 04 s 4 |
| 6    | France               | Philippe Legrand  | 14 min 09 s 6 |
| 7    | Union soviétique     | Vladimir Kotov    | 14 min 10 s 2 |
| 8    | Suède                | Bo Orrsveden      | 14 min 11 s 0 |

### 10 000 m marche
| Rang | Pays               | Athlète             | Performance   |
| ---- | ------------------ | ------------------- | ------------- |
| 1    | Union soviétique   | Mykola Vynnychenko  | 41 min 31 s 6 |
| 2    | Allemagne de l'Est | Ronald Weigel       | 42 min 56 s 7 |
| 3    | Suède              | Bengt Simonsen      | 43 min 29 s 3 |
| 4    | Suède              | Stefan Sjunnesson   | 43 min 47 s 7 |
| 5    | Allemagne de l'Est | Steffen Muller      | 43 min 51 s 8 |
| 6    | Italie             | Antonio Lopetuso    | 43 min 54 s 4 |
| 7    | Italie             | Gian Carlo Gandossi | 44 min 30 s 6 |
| 8    | Tchécoslovaquie    | Pavol Jati          | 44 min 48 s 1 |

### 110 m haies/100 m haies
| Rang | Pays                 | Athlète            | Temps   |
| ---- | -------------------- | ------------------ | ------- |
| 1    | Finlande             | Arto Bryggare      | 13 s 84 |
| 2    | Royaume-Uni          | Mark Holtom        | 14 s 29 |
| 3    | Allemagne de l'Est   | Ingo Bruhn         | 14 s 39 |
| 4    | Union soviétique     | Aleksandr Kharlov  | 14 s 40 |
| 5    | Union soviétique     | Yuriy Chervanyev   | 14 s 45 |
| 6    | Suisse               | Urs Rohner         | 14 s 61 |
| 7    | Bulgarie             | Plamen Krastev     | 14 s 77 |
| 8    | Allemagne de l'Ouest | Karl-Werner Donges | 16 s 14 |

| Rang | Pays               | Athlète           | Temps   |
| ---- | ------------------ | ----------------- | ------- |
| 1    | Allemagne de l'Est | Kerstin Claus     | 13 s 32 |
| 2    | Allemagne de l'Est | Regina Beyer      | 13 s 33 |
| 3    | Union soviétique   | Maria Kemenchezhi | 13 s 71 |
| 4    | France             | Laurence Elloy    | 13 s 85 |
| 5    | Pologne            | Elzbieta Szulc    | 14 s 00 |
| 6    | Union soviétique   | Silva Oja         | 14 s 20 |
| 7    | Tchécoslovaquie    | Jirina Lamacova   | 14 s 40 |
| 8    | Royaume-Uni        | Theresa Chipp     | 14 s 46 |

### 400 m haies
| Rang | Pays               | Athlète             | Temps   |
| ---- | ------------------ | ------------------- | ------- |
| 1    | Allemagne de l'Est | Manfred Konow       | 50 s 61 |
| 2    | Pologne            | Stefan Piecyk       | 51 s 23 |
| 3    | Royaume-Uni        | Gary Oakes          | 51 s 33 |
| 4    | France             | Patrick Chazot      | 51 s 44 |
| 5    | Suède              | Christer Gullstrand | 51 s 85 |
| 6    | Italie             | Lorenzo Brigante    | 51 s 88 |
| 7    | Tchécoslovaquie    | Frantisek Brecka    | 52 s 53 |
| 0    | Bulgarie           | Rumen Taskov        | DNS     |

### 2 000 m steeple
| Rang | Pays                 | Athlète           | Temps        |
| ---- | -------------------- | ----------------- | ------------ |
| 1    | Finlande             | Vesa Laukkanen    | 5 min 30 s 2 |
| 2    | Espagne              | Domingo Ramon     | 5 min 34 s 1 |
| 3    | Allemagne de l'Ouest | Paul Nothacker    | 5 min 34 s 8 |
| 4    | Espagne              | Francisco Sanchez | 5 min 35 s 4 |
| 5    | Italie               | Paolo Fattori     | 5 min 36 s 1 |
| 6    | Allemagne de l'Est   | Hagen Melzer      | 5 min 36 s 1 |
| 7    | Bulgarie             | Krassimir Kanev   | 5 min 36 s 8 |
| 8    | Suède                | Anders Carlsson   | 5 min 37 s 0 |

### Saut en hauteur
| Rang | Pays                 | Athlète              | Hauteur |
| ---- | -------------------- | -------------------- | ------- |
| 1    | Union soviétique     | Vladimir Yashchenko  | 2,30 m  |
| 2    | Allemagne de l'Ouest | André Schneider      | 2,20 m  |
| 3    | Italie               | Alessandro Brogini   | 2,14 m  |
| 4    | Suisse               | Paul Granicher       | 2,10 m  |
| 5    | Roumanie             | Adrian Proteasa      | 2,10 m  |
| 6    | Belgique             | Eddy Annys-Campstein | 2,07 m  |
| 7    | Tchécoslovaquie      | Josef Hrabal         | 2,07 m  |
| 8    | France               | Bernard Bachorz      | 2,07 m  |

| Rang | Pays                 | Athlète           | Hauteur |
| ---- | -------------------- | ----------------- | ------- |
| 1    | Allemagne de l'Est   | Kristine Nitzsche | 1,88 m  |
| 2    | Allemagne de l'Ouest | Marlis Wilken     | 1,86 m  |
| 3    | Allemagne de l'Ouest | Sabine Serk       | 1,81 m  |
| 3    | Pologne              | Danuta Bułkowska  | 1,81 m  |
| 5    | Union soviétique     | Marina Serkova    | 1,81 m  |
| 6    | Allemagne de l'Est   | Andrea Reichstein | 1,81 m  |
| 7    | Pologne              | Urszula Kielan    | 1,81 m  |
| 8    | Yougoslavie          | Lidija Benedetic  | 1,78 m  |

### Saut en longueur
| Rang | Pays                 | Athlète                | Distance |
| ---- | -------------------- | ---------------------- | -------- |
| 1    | Pologne              | Stanislaw Jaskulka     | 7,77 m   |
| 2    | Bulgarie             | Ivan Tuparov           | 7,63 m   |
| 3    | Union soviétique     | Aleksandr Kozlov       | 7,59 m   |
| 4    | Allemagne de l'Est   | Gert Bienias           | 7,55 m   |
| 5    | Royaume-Uni          | Francis Daley Thompson | 7,49 m   |
| 6    | France               | Claude Morinière       | 7,44 m   |
| 7    | Allemagne de l'Ouest | Ulrich Meier           | 7,43 m   |
| 8    | Hongrie              | Laszlo Szenczi         | 7,40 m   |

| Rang | Pays                 | Athlète           | Distance |
| ---- | -------------------- | ----------------- | -------- |
| 1    | Union soviétique     | Nadezhda Zuyeva   | 6,35 m   |
| 2    | Allemagne de l'Ouest | Astrid Beiersdorf | 6,34 m   |
| 3    | Allemagne de l'Est   | Heike Duwe        | 6,30 m   |
| 4    | Allemagne de l'Est   | Marion Lehmann    | 6,25 m   |
| 5    | Pologne              | Barbara Wojnar    | 6,22 m   |
| 6    | Allemagne de l'Ouest | Sabine Everts     | 6,17 m   |
| 7    | Royaume-Uni          | Karen Murray      | 6,17 m   |
| 8    | Pologne              | Jolanta Kucinska  | 6,13 m   |

### Triple saut
| Rang | Pays                 | Athlète               | Distance |
| ---- | -------------------- | --------------------- | -------- |
| 1    | Union soviétique     | Gennadiy Valyukevich  | 16,60 m  |
| 2    | Union soviétique     | Vassiliy Grishchenkov | 16,31 m  |
| 3    | Allemagne de l'Ouest | Klaus Kubler          | 16,22 m  |
| 4    | Allemagne de l'Est   | Lutz Dombrowski       | 16,14 m  |
| 5    | Allemagne de l'Est   | Gert Bienias          | 15,96 m  |
| 6    | Italie               | Roberto Pericoli      | 15,83 m  |
| 7    | Finlande             | Hannu Puhakka         | 15,81 m  |
| 8    | Roumanie             | Mircea Mihail         | 15,51 m  |

### Saut à la perche
| Rang | Pays                 | Athlète           | Hauteur |
| ---- | -------------------- | ----------------- | ------- |
| 1    | Union soviétique     | Viktor Spassov    | 5,30 m  |
| 2    | Suisse               | Felix Bohni       | 5,20 m  |
| 3    | Bulgarie             | Atanas Tarev      | 5,10 m  |
| 4    | Allemagne de l'Ouest | Dietmar Wesp      | 5,10 m  |
| 5    | Bulgarie             | Ivo Yanchev       | 5,00 m  |
| 6    | Grèce                | Ioannis Gavalas   | 5,00 m  |
| 7    | Finlande             | Veijo Vannesluoma | 4,90 m  |
| 8    | Finlande             | Timo Kuusisto     | 4,80 m  |

### Lancer du javelot
| Rang | Pays                 | Athlète            | Distance |
| ---- | -------------------- | ------------------ | -------- |
| 1    | Allemagne de l'Ouest | Klaus Tafelmeier   | 84,14 m  |
| 2    | Finlande             | Arto Härkönen      | 82,98 m  |
| 3    | Pologne              | Roman Zwierchowski | 82,56 m  |
| 4    | Union soviétique     | Aleksandr Osipov   | 80,40 m  |
| 5    | Allemagne de l'Est   | Bodo Kunhast       | 72,80 m  |
| 6    | Bulgarie             | Emil Nikolov       | 70,96 m  |
| 7    | Allemagne de l'Est   | Burkhadt Looks     | 70,72 m  |
| 8    | Union soviétique     | Valentin Proskurov | 69,46 m  |

| Rang | Pays                 | Athlète            | Distance |
| ---- | -------------------- | ------------------ | -------- |
| 1    | Allemagne de l'Ouest | Heidi Repser       | 61,96 m  |
| 2    | Allemagne de l'Est   | Petra Felke        | 57,68 m  |
| 3    | Allemagne de l'Est   | Roswitha Potrek    | 55,08 m  |
| 4    | Union soviétique     | Emilia Priima      | 54,88 m  |
| 5    | Italie               | Fausta Quintavalla | 52,70 m  |
| 6    | Bulgarie             | Temenuzhka Popova  | 51,62 m  |
| 7    | Allemagne de l'Ouest | Heide Adametz      | 49,24 m  |
| 8    | Tchécoslovaquie      | Vasta Vlasakova    | 46,90 m  |

### Lancer du disque
| Rang | Pays                 | Athlète           | Distance |
| ---- | -------------------- | ----------------- | -------- |
| 1    | Union soviétique     | Yuriy Dumchev     | 53,30 m  |
| 2    | Hongrie              | Alfonz Saskőy     | 53,14 m  |
| 3    | Allemagne de l'Ouest | Werner Hartmann   | 52,24 m  |
| 4    | Union soviétique     | Sergey Lukashok   | 51,50 m  |
| 5    | Bulgarie             | Georgi Taushanski | 51,20 m  |
| 6    | Hongrie              | Csaba Hollo       | 50,28 m  |
| 7    | Autriche             | Erwin Weitzl      | 50,00 m  |
| 8    | Allemagne de l'Ouest | Bernhard Fischer  | 48,50 m  |

| Rang | Pays                 | Athlète              | Distance |
| ---- | -------------------- | -------------------- | -------- |
| 1    | Allemagne de l'Est   | Ines Reichenbach     | 52,06 m  |
| 2    | Allemagne de l'Est   | Gisela Beyer         | 51,36 m  |
| 3    | Union soviétique     | Lyudmila Dyevitskaya | 50,72 m  |
| 4    | Pologne              | Urszula Plusa        | 49,90 m  |
| 5    | Pays-Bas             | Bea Wiarda           | 49,22 m  |
| 6    | Roumanie             | Elena Anghel         | 47,60 m  |
| 7    | Allemagne de l'Ouest | Cornelia Sulek       | 46,90 m  |
| 8    | Finlande             | Marja-Leena Larpi    | 45,06 m  |

### Lancer du poids
| Rang | Pays                 | Athlète              | Distance |
| ---- | -------------------- | -------------------- | -------- |
| 1    | Allemagne de l'Est   | Dietmar Krumm        | 18,87 m  |
| 2    | Allemagne de l'Est   | Roland Steuk         | 17,61 m  |
| 3    | Union soviétique     | Aleksandr Styepankov | 17,50 m  |
| 4    | Union soviétique     | Pavel Yanishevskiy   | 17,23 m  |
| 5    | Finlande             | Heikki Vanhanen      | 17,05 m  |
| 6    | Finlande             | Olli Kanervisto      | 16,34 m  |
| 7    | Allemagne de l'Ouest | Peter Salzer         | 16,34 m  |
| 8    | Pologne              | Edward Sarul         | 16,32 m  |

| Rang | Pays                 | Athlète              | Distance |
| ---- | -------------------- | -------------------- | -------- |
| 1    | Allemagne de l'Est   | Simone Michel        | 18,10 m  |
| 2    | Allemagne de l'Est   | Cordula Schulze      | 18,00 m  |
| 3    | Union soviétique     | Tatyana Shcherbanos  | 15,78 m  |
| 4    | Union soviétique     | Lyudmila Dyevitskaya | 15,28 m  |
| 5    | Allemagne de l'Ouest | Birgit Salzer        | 14,72 m  |
| 6    | Roumanie             | Steluta Duculescu    | 14,60 m  |
| 7    | Allemagne de l'Ouest | Gabriela Mootz       | 14,45 m  |
| 8    | Bulgarie             | Miglena Panayotova   | 13,96 m  |

### Lancer du marteau
| Rang | Pays                 | Athlète           | Distance |
| ---- | -------------------- | ----------------- | -------- |
| 1    | Allemagne de l'Est   | Roland Steuk      | 70,78 m  |
| 2    | Union soviétique     | Sergey Litvinov   | 68,76 m  |
| 3    | Union soviétique     | Vladimir Nagurniy | 67,60 m  |
| 4    | Allemagne de l'Est   | Gerd Scholzel     | 66,70 m  |
| 5    | Finlande             | Esa Paasonen      | 63,84 m  |
| 6    | Allemagne de l'Ouest | Peter Ploghaus    | 62,54 m  |
| 7    | Tchécoslovaquie      | Frantisek Vrbka   | 60,80 m  |
| 8    | Allemagne de l'Ouest | Karl-Heinz Muller | 60,58 m  |

### 4 × 100 m relais
| Rang | Pays                 | Athlètes | Temps   |
| ---- | -------------------- | -------- | ------- |
| 1    | France               |          | 39 s 99 |
| 2    | Allemagne de l'Est   |          | 40 s 25 |
| 3    | Pologne              |          | 40 s 66 |
| 4    | Union soviétique     |          | 40 s 75 |
| 5    | Hongrie              |          | 41 s 27 |
| 6    | Italie               |          | 41 s 60 |
| 7    | Autriche             |          | 41 s 75 |
| 0    | Allemagne de l'Ouest |          | DISQ.   |

| Rang | Pays                 | Athlètes | Temps   |
| ---- | -------------------- | -------- | ------- |
| 1    | Allemagne de l'Est   |          | 44 s 17 |
| 2    | Allemagne de l'Ouest |          | 44 s 63 |
| 3    | Royaume-Uni          |          | 44 s 71 |
| 4    | Pologne              |          | 45 s 35 |
| 0    | France               |          |         |
| 0    | Union soviétique     |          |         |

### 4 × 400 m relais
| Rang | Pays                 | Athlètes | Temps        |
| ---- | -------------------- | -------- | ------------ |
| 1    | Allemagne de l'Est   |          | 3 min 07 s 8 |
| 2    | Union soviétique     |          | 3 min 08 s 5 |
| 3    | Royaume-Uni          |          | 3 min 09 s 5 |
| 4    | Pologne              |          | 3 min 10 s 1 |
| 5    | Allemagne de l'Ouest |          | 3 min 12 s 2 |
| 6    | Pays-Bas             |          | 3 min 12 s 4 |
| 7    | France               |          | 3 min 12 s 5 |
| 8    | Yougoslavie          |          | 3 min 16 s 9 |

| Rang | Pays                 | Athlètes | Temps        |
| ---- | -------------------- | -------- | ------------ |
| 1    | Allemagne de l'Ouest |          | 3 min 32 s 8 |
| 2    | Allemagne de l'Est   |          | 3 min 34 s 7 |
| 3    | Union soviétique     |          | 3 min 39 s 5 |
| 4    | France               |          | 3 min 40 s 3 |
| 5    | Pologne              |          | 3 min 40 s 5 |
| 6    | Hongrie              |          | 3 min 41 s 7 |

### Décathlon/Pentathlon
| Rang | Pays                 | Athlète                  | Points    |
| ---- | -------------------- | ------------------------ | --------- |
| 1    | Royaume-Uni          | Francis Daley Thompson   | 7 647 pts |
| 2    | Allemagne de l'Est   | Ronald Wiese             | 7 564 pts |
| 3    | Allemagne de l'Ouest | Jürgen Hingsen           | 7 524 pts |
| 4    | Allemagne de l'Est   | Jörg-Peter Schaperkotter | 7 265 pts |
| 5    | Finlande             | Esa Jokinen              | 7 047 pts |
| 6    | Allemagne de l'Ouest | Martin Szafranski        | 6 928 pts |
| 7    | Bulgarie             | Petko Bogoev-Marinov     | 6 835 pts |
| 8    | Suisse               | Kurt Wenger              | 6 805 pts |

| Rang | Pays                 | Athlète           | Points    |
| ---- | -------------------- | ----------------- | --------- |
| 1    | Allemagne de l'Est   | Kristine Nitzsche | 4 409 pts |
| 2    | Allemagne de l'Ouest | Iris Kunstner     | 4 152 pts |
| 3    | Allemagne de l'Ouest | Ina Losch         | 4 116 pts |
| 4    | Bulgarie             | Emilia Kunova     | 4 070 pts |
| 5    | Union soviétique     | Maria Kemenchezhi | 4 059 pts |
| 6    | Allemagne de l'Est   | Petra Steinbruck  | 3 957 pts |
| 7    | Norvège              | Hilde Fredriksen  | 3 950 pts |
| 8    | Royaume-Uni          | Mandy Laing       | 3 845 pts |

## Légende
- dnf : abandon
- dsq : disqualification